# Thomas Hilgers
Thomas W. Hilgers est un médecin catholique américain.

## Biographie et carrière
Le docteur Hilgers, étudiant en médecine à l'université de médecine Creighton, a commencé des recherches pour répondre à l'appel du Pape Paul VI formulé dans l'encyclique Humanae Vitae (1968) d'encourager les méthodes naturelles de régulation des naissances s'il existe de « sérieux motifs d'espacer les naissances ».
Après avoir obtenu son diplôme, il continue ses recherches à l'Université Saint-Louis et à l'université de médecine Creighton. Pour conduire ses travaux, le docteur Hilgers et son épouse Sue fondent l'Institut Paul VI pour l'étude de la reproduction humaine, en septembre 1985 à Omaha, Nebraska.
En parallèle, il occupe les fonctions de professeur dans le département gynécologie et obstétrique de la Creighton University Schools of Medicine. Il est un des représentants du American Board of Obstetrics and Gynecology (1976) et du American Board of Laser Surgery (1988). Il est le seul membre, pour l'État du Nebraska, de la Société des chirurgiens spécialisés dans la reproduction.[réf. nécessaire]
Il standardise la méthode Billings ce qui permettra le développement de la recherche ainsi que l’avènement de la méthode FertilityCare et de la Natural Procreative Technology.
Sous son influence, les programmes d'éducation de l'Institut Paul VI se sont étendus aux États-Unis et à l'étranger. Plus de 1 000 enseignants du Creighton Model FertilityCare System et 300 médecins ont été formés[réf. nécessaire]. 
En 1994, le Pape Jean-Paul II le nomme membre de l'Académie pontificale pour la vie. Avec sa femme Susan, ils servent pendant cinq ans au sein du Conseil pontifical pour la famille [réf. souhaitée]. 
Le Dr Hilgers est l'auteur de plusieurs livres (environ 110)[réf. souhaitée] et de nombreux articles de recherche.

## Récompenses obtenues
Il a reçu différentes récompenses pour ses recherches dont deux doctorats honoris causa : l'un en humanités de l'Assumption College, Worcester, Massachusetts, l'autre en santé publique de l'université franciscaine de Steubenville, Ohio. [réf. souhaitée]
En 1997, le Conseil du Nebraska pour la Famille a nommé le Dr Hilgers, médecin de l'année. En 2004, il a reçu le prix Linacre.[réf. souhaitée]

## Ouvrages
- Thomas Hilgers, Creighton Model FertilityCare System: An Authentic Language of a Woman's Health and Fertility, Pope Paul VI Institute Press, 2001  (ISBN 9780962648540)
- Thomas Hilgers, The Creighton Model Fertilitycare System: A Standardized Case Management Approach to Teaching. Basic teaching skills, Livre 1, Pope Paul VI Institute Press, 2002  (ISBN 9780962648557)
- Thomas Hilgers et Dennis Horan, (ed.), Abortion and Social Justice, Sheed & Ward,  (ISBN 978-0-8362-0542-8)